# Sabine Zissener
Sabine Zissener, née le 1er novembre 1970 à Gebhardshain, est une femme politique allemande.
Membre de l'Union chrétienne-démocrate d'Allemagne, elle siège au Parlement européen de 1999 à 2004. 